# Ivan Ožegović (glumac)
Ivan Ožegović (Bjelovar, 8. srpnja 1989.) je hrvatski kazališni, televizijski i filmski glumac. 

## Filmografija

### Televizijske uloge
- "Gora" kao planinar (2023.)
- "Nestali" kao vojnik kod suhozida (2021.)
- "Područje bez signala" kao Josip (2021.)
- "Mrkomir Prvi" kao klesar (2020.)
- "Klub mesara koji pjeva" kao mesar #2 (2019.)
- "General" kao dočasnik (2019.)
- "Rat prije rata" kao Beli (2018.)
- "Čuvar dvorca" kao arhivist SDB-a (2017.)
- "Da sam ja netko" kao pljačkaš mjenjačnice (2015.)
- "Crno-bijeli svijet" kao Davorin Bogović Rinči (2015. – 2019.)
- "Počivali u miru" kao Goran Car (2013. – 2017.)
- "Na terapiji" kao dostavljač (2013.)

### Filmske uloge
- "General" kao dočasnik (2019.)
- "Glavu dole, ruke na leđa" (2018.)
- "F20" kao policajac #1 (2018.)
- "Mrtve ribe" kao Dodo (2017.)
- "Winnetou: Novi svijet" kao Pole Zbigniew (2016.)
- "Život je truba" kao redar #1 (2015.)
- "Sanjala si da si sretna" kao Blankin dečko (2015.)
- "Broj 55" kao Mali (2014.)
- "Kutija" kao Buraz (2013.)
- "Neizlječiv" kao Igor (2011.)